# KKS Drogbruk Kalisz
KKS Energa Drogbruk Kalisz – polski klub koszykarski z Kalisza.
W kwietniu 2016 w Kobylnicy, drużyna wywalczyła wejście do turnieju o awans do II ligi; w finałowych rozgrywkach w Tarnowie Podgórnym, kaliski zespół uplasował się na trzecim miejscu.

## Sezony
| Sezon     | Liga                     | Miejsce | Uwagi                                             | Ref.  |
| --------- | ------------------------ | ------- | ------------------------------------------------- | ----- |
| 2014/2015 | II liga polska (grupa D) | 5       | spadek MKS Drogbruk Kalisz                        | [ 5 ] |
| 2015/2016 | III liga męska           | 3       | awans KKS (Kaliski Klub Sportowy) Drogbruk Kalisz | [ 5 ] |
| 2016/2017 | II liga polska (grupa D) | 12      | KKS Energa Drogbruk Kalisz                        | [ 5 ] |

## Skład zespołu
Sezon 2015/2016
| Trener    | Włodzimierz Kuśnierczak | Włodzimierz Kuśnierczak | Włodzimierz Kuśnierczak |
| Zawodnicy | Bartosz Abkowicz • Tomasz Bartkowski • Mateusz Bera • Jan Budziński • Rafał Czerniejewski • Bartosz Grochowina • Mateusz Jędrusiak • Paweł Kawczyński • Jakub Kołodziej • Michał Kornacki • Kamil Oleszkin • Marcin Ostój • Michał Pertkiewicz • Albin Pogorzelec • Jakub Szymczak • Tomasz Zyber | Bartosz Abkowicz • Tomasz Bartkowski • Mateusz Bera • Jan Budziński • Rafał Czerniejewski • Bartosz Grochowina • Mateusz Jędrusiak • Paweł Kawczyński • Jakub Kołodziej • Michał Kornacki • Kamil Oleszkin • Marcin Ostój • Michał Pertkiewicz • Albin Pogorzelec • Jakub Szymczak • Tomasz Zyber | Bartosz Abkowicz • Tomasz Bartkowski • Mateusz Bera • Jan Budziński • Rafał Czerniejewski • Bartosz Grochowina • Mateusz Jędrusiak • Paweł Kawczyński • Jakub Kołodziej • Michał Kornacki • Kamil Oleszkin • Marcin Ostój • Michał Pertkiewicz • Albin Pogorzelec • Jakub Szymczak • Tomasz Zyber |